# Mikolajice
Mikolajice (německy Niklowitz) jsou obec v okrese Opava v Moravskoslezském kraji. Žije zde 302 obyvatel.

## Historie
První písemná zmínka o obci pochází z roku 1389 (in Niclouicz).

## Obyvatelstvo
| Rok            | 1869 | 1880 | 1890 | 1900 | 1910 | 1921 | 1930 | 1950 | 1961 | 1970 | 1980 | 1991 | 2001 | 2011 | 2021 |
| -------------- | ---- | ---- | ---- | ---- | ---- | ---- | ---- | ---- | ---- | ---- | ---- | ---- | ---- | ---- | ---- |
| Počet obyvatel | 399  | 426  | 446  | 403  | 381  | 366  | 363  | 278  | 265  | 236  | 246  | 234  | 251  | 257  | 265  |
| Počet domů     | 52   | 83   | 82   | 59   | 60   | 78   | 79   | 80   | 71   | 71   | 66   | 79   | 84   | 85   | 95   |

## Obecní správa
Mezi lety 1869–1978 Mikolajice byly obcí v okrese Opava. Od 1. ledna 1979 do 23. listopadu 1990 patřily jako část obce k Melči a od 24. listopadu 1990 jsou opět samostatnou obcí.

### Obecní symboly
Znak a vlajka byly obci uděleny rozhodnutím předsedy Poslanecké sněmovny Parlamentu České republiky dne 27. února 2004.

## Pamětihodnosti
- Boží muka - v lese u Mikolajic

## Galerie

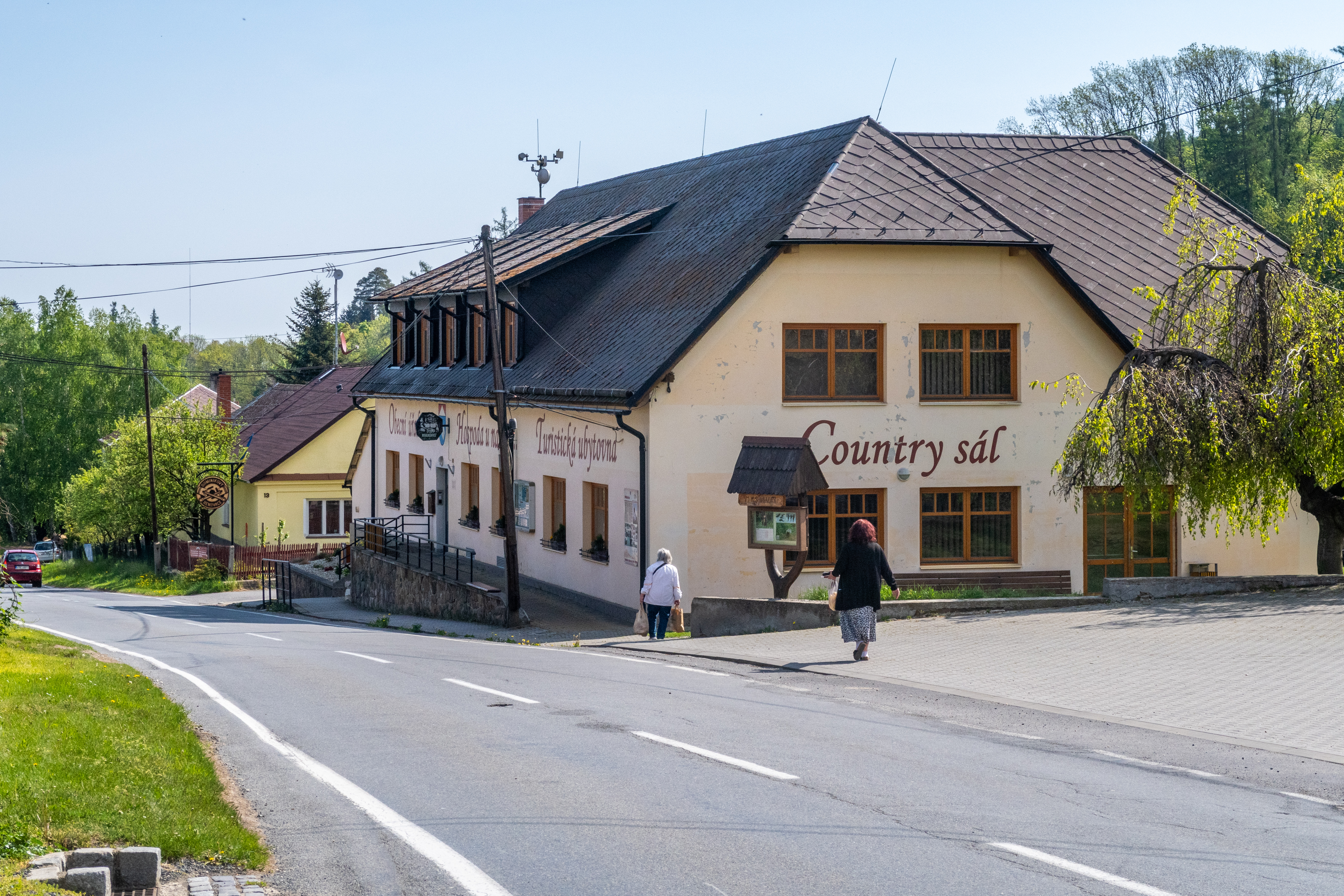
Obecní dům
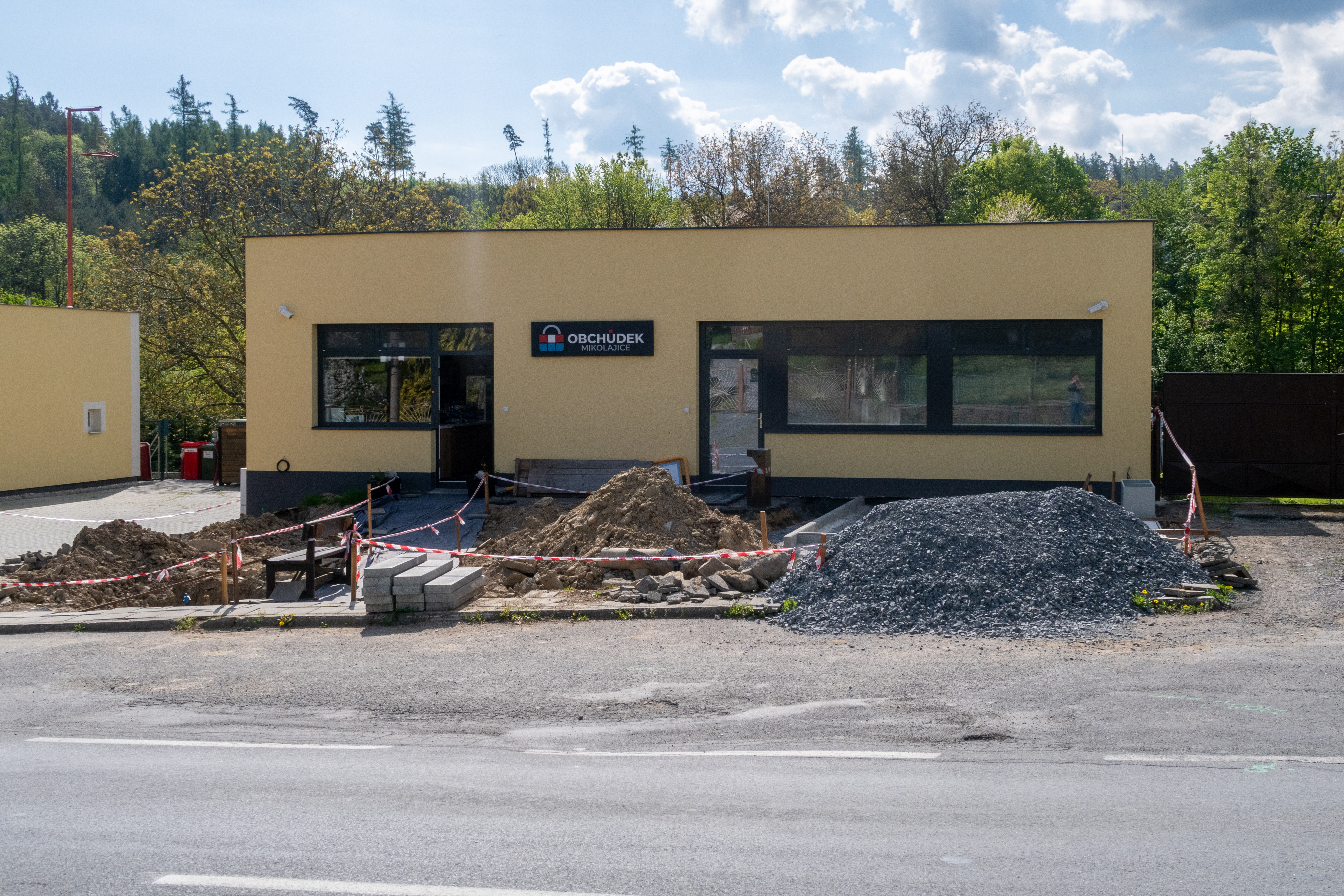
Obchod
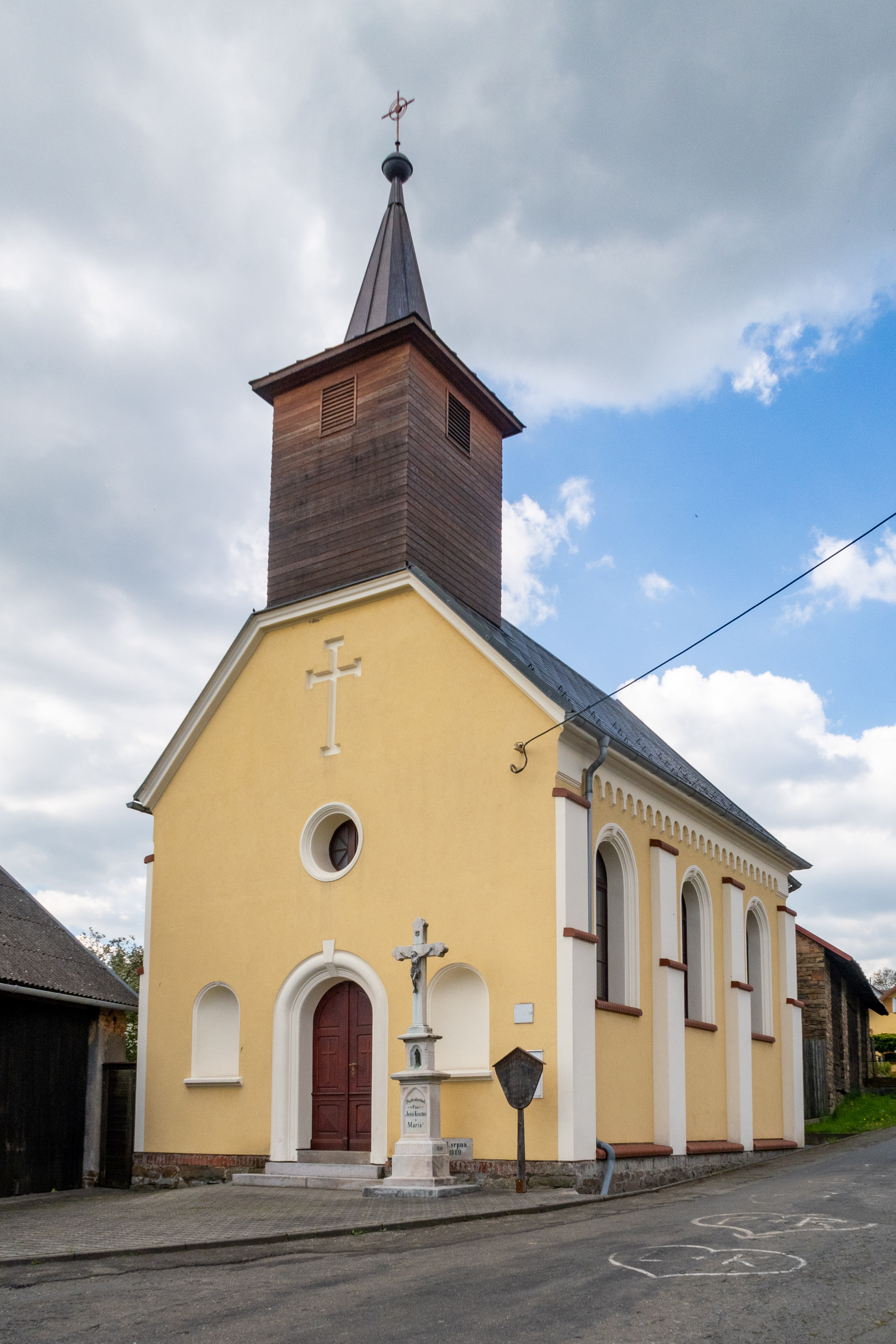
Kostel sv. Floriána
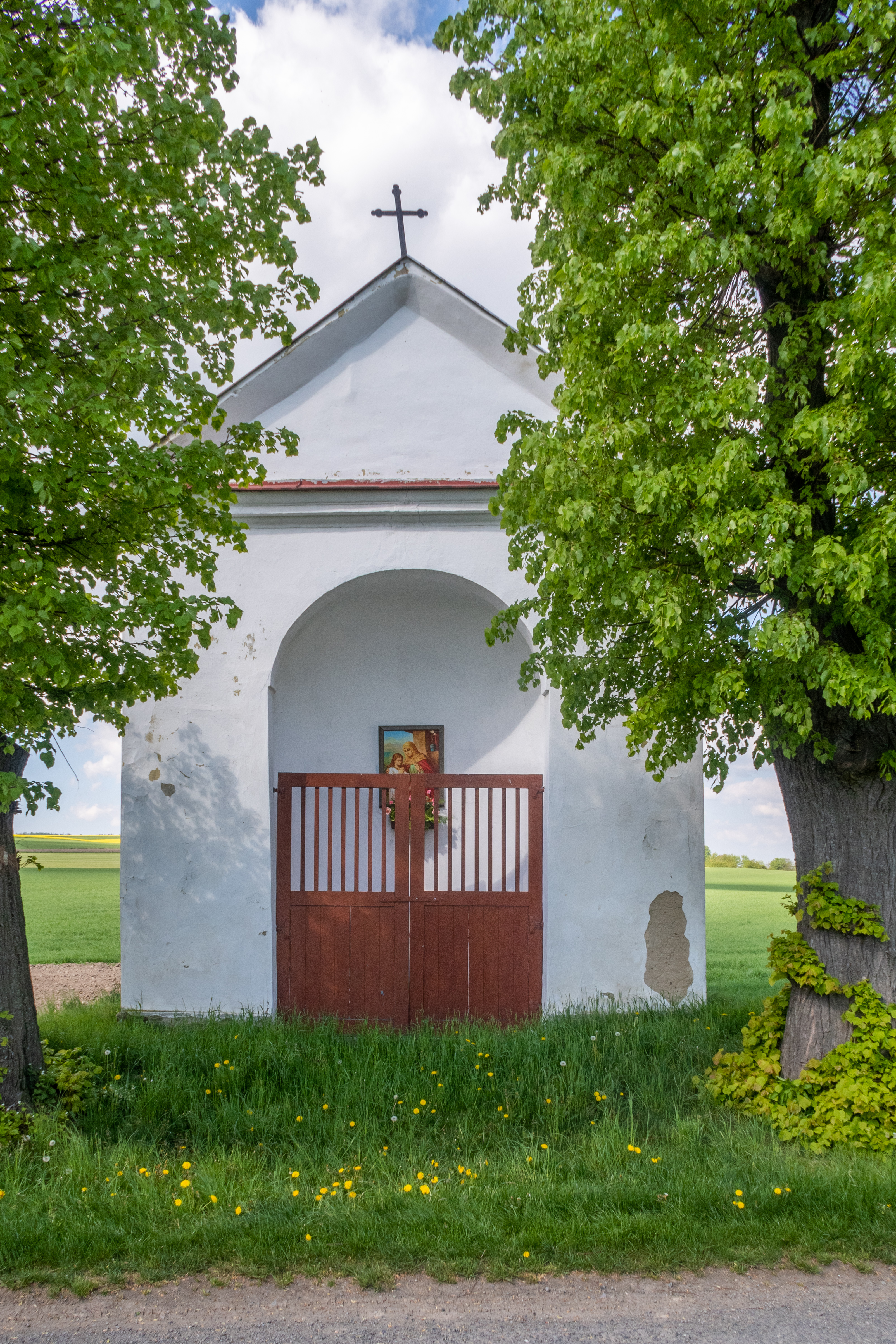
Výklenková kaplička
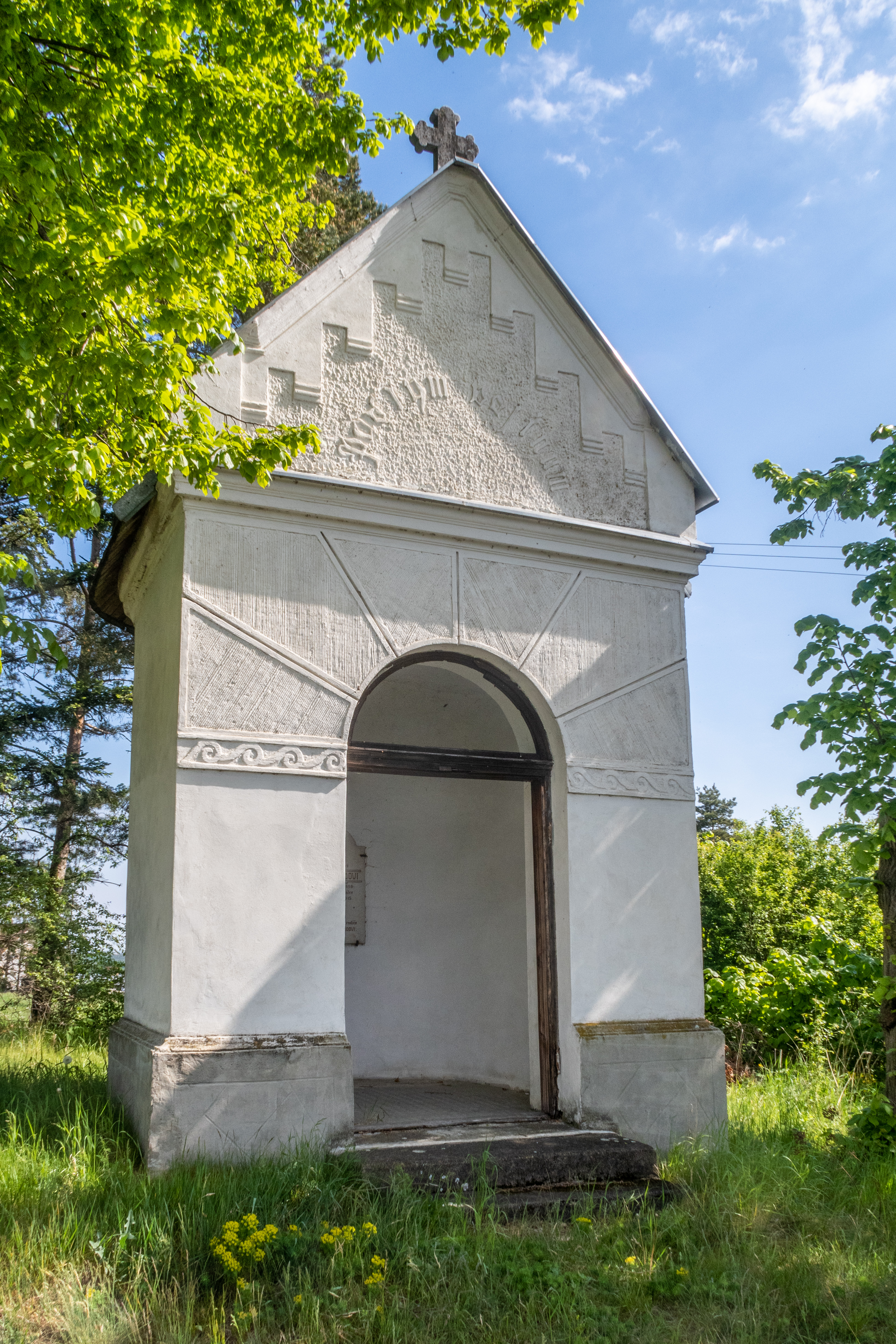
Výklenková kaplička
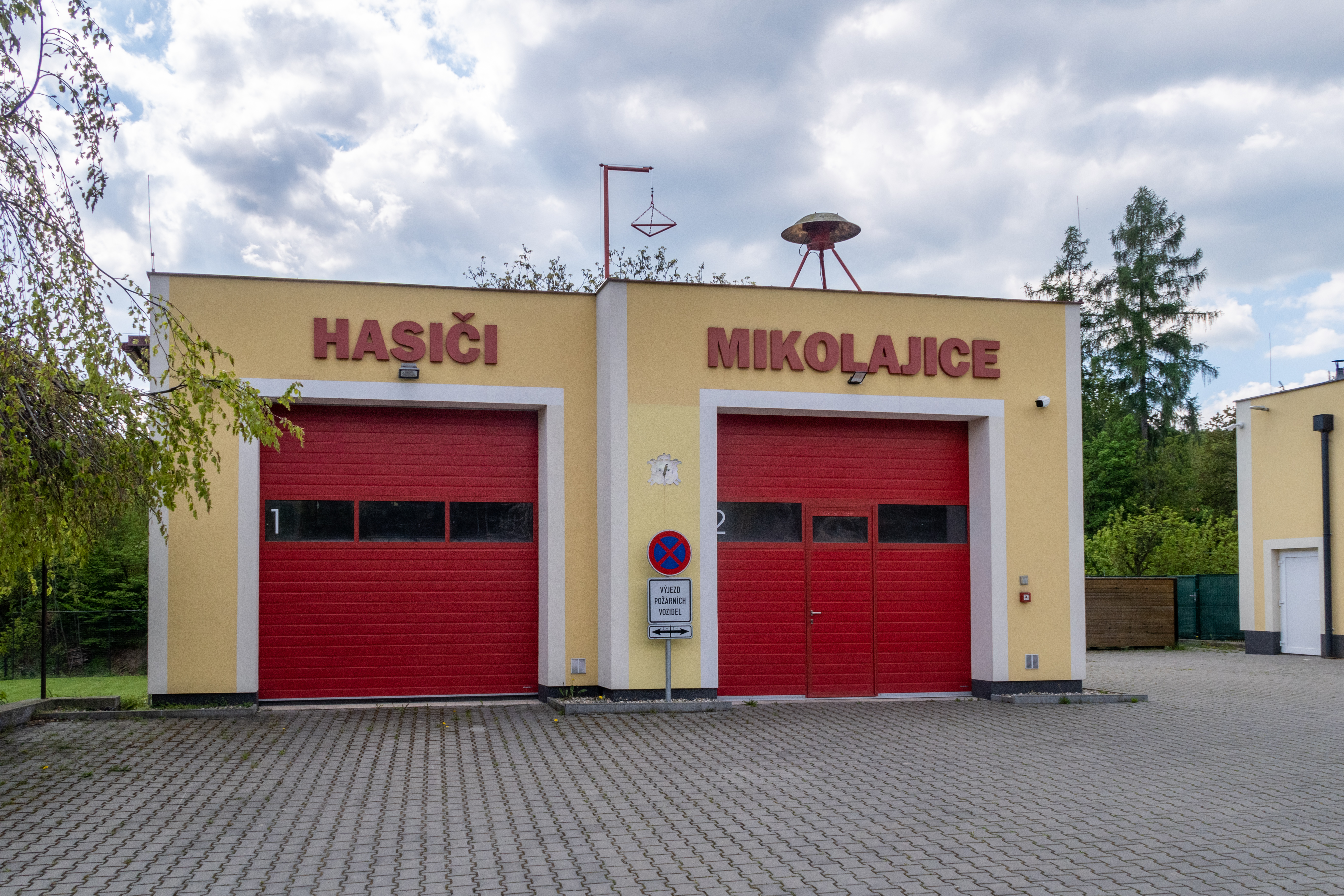
Hasičská zbrojnice